# 鳥居引拙
鳥居 引拙（とりい いんせつ、生没年不詳）は、戦国時代の茶人。村田珠光の弟子。屋号は天王寺屋。俗説として珠光の次男という説もあるが、信憑性に乏しい。

## 生涯
堺の豪商で、山上宗二から「珠光に次ぐ名人」とまで呼ばれたほどの茶人。『山上宗二記』においては村田珠光、武野紹鴎と並び「古今の名人」と紹介されている。ただし、史料に乏しくその経歴は不明な点が多い。
主な所持茶器として、「楢柴肩衝」、「蕪なしの花入れ」などがある。また、彼の名を冠した「引拙茶碗」と呼ばれる茶器もある。引拙所有の茶器は「引拙名物」と呼ばれ、三十種類あったとされる（その多くは後に豊臣秀吉の所有物となった）。前述の引拙名物の他には、千種の茶釜、侘助肩衝、緑桶水指、大霞猿釜、松本茄子、胡桃口柄杓立などが存在する。
引拙は、茶道具の中でも特に水指棚を好んだ。引拙が使用した水指棚は「引拙棚」と呼ばれ、のちに武野紹鴎がこれを改良して袋棚を作ったと伝わる。
没年については、『山上宗二記』には70歳で死去したと書かれている。